# Ljubavne varke (2016.)
Ljubavne varke (Anything for Love aka The Dating Game), američka filmska romantična komedija iz 2016. godine.

## Sažetak
Dvojici suradnika u čikaškoj bolnici, medicinskim tehničarima Jacku i Reggieju ne ide dobro sa ženama. Jack ima teoriju da bi im bilo najbolje predstavljati kao liječnici, jer to je kao ljepilo za žene. Zato se pri upoznavanju s drugim ljudima lažno predstavljaju, ali osjećaji su istiniti. Mogu li osjećaji premostiti laži?